# ブライト健太
ブライト 健太（ブライト けんた、本名：アドゥ ブライト 健太、英: Kenta Bright Ado、1999年5月7日 - ）は、東京都足立区出身のプロ野球選手（外野手）。右投右打。中日ドラゴンズ所属。

## 経歴

### プロ入り前
ガーナ人の父と日本人の母の間に生まれる。
足立区立弘道第一小学校では柔道をしていたが、6年生のときに軟式野球を始める。中学時代は、足立区立第十一中学校野球部と並行し軟式野球チームの「シニアクラーク」に所属。
東京都立葛飾野高等学校へ進学し、一塁手のレギュラーに定着。高校時代の甲子園出場はなく、最高成績は東東京大会2回戦。3年春は大会直前に右足首靱帯を損傷したものの、日本大学第三高等学校戦ではベンチ入りし、コールド負け直前に代打として左足だけで内野安打を放った。3年夏は初戦（2回戦）で立正大学付属立正高等学校に敗れた。
高校卒業後、上武大学に進学。1学年上に古川裕大、吉野光樹、佐藤蓮がいた。3年秋までは控えだったが、4年春のリーグ戦から外野手のレギュラーに定着。打率.383、3本塁打、12打点の成績を記録し、最高殊勲選手賞を受賞した。2021年6月に行われた全日本大学野球選手権大会では2本塁打を記録し、チームのベスト4進出に貢献した。2021年9月24日、プロ志望届を提出。
2021年10月11日のドラフト会議にて、中日ドラゴンズから単独1位指名を受ける。同年12月7日、契約金1億円、年俸1600万円で契約合意した（金額は推定）。担当スカウトは正津英志。背番号は42。これは、自身が憧れるジャッキー・ロビンソンの背番号にちなむ。

### 中日時代
2022年は、春季キャンプ中の2月に左手首の違和感、3月に右肩痛、4月に左足の肉離れを起こすなど故障が相次ぐ。一軍出場はなく、二軍では46試合の出場で打率.211、3本塁打、10打点の成績だった。8月1日、鵜飼航丞の代替選手として「野球伝来150年 プロアマ記念試合」のU23NPB選抜に選出された。11月20日、200万円減となる推定年俸1400万円で契約を更改した。
2023年は、2月の二軍キャンプにおける練習試合で2試合連続2本塁打を放つなどして自身初となる開幕一軍を手にする。4月27日の広島戦（マツダ）でプロ初安打を放つも、5月1日に登録抹消。5月27日に一軍に再合流すると、5月30日の福岡ソフトバンクホークス戦（PayPayドーム）でプロ初打点を挙げる。7月開催のフレッシュオールスターゲームへ出場予定だったが、左手骨挫傷で辞退。9月に再度復帰し、最終的に一軍で33試合に出場し打率.241、4打点の成績を残す。オフとなる11月19日、50万円減の年俸1350万円で契約を更改した（金額は推定）。
2024年、8月24日の読売ジャイアンツ戦（東京ドーム）において、7回に代打で登場すると、井上温大からプロ初本塁打を記録した。この年は一軍で年間打率.239の成績だったものの、代打では30打席で打率.320、2本塁打、3打点、出塁率.433と好成績を残し、本塁打と打点を全て代打で記録した。オフとなる11月14日に現状維持となる推定年俸1350万円で契約を更改した。また、中田翔の自主トレに参加することも明かした。

## 選手としての特徴
50m走5.8秒という俊足に加え、遠投100mの強肩、高校通算38本塁打のパンチ力を兼ね備えた大型選手。

## 人物
NPB登録名は「ブライト 健太」であるが、本名は名前の最初に英語で「騒ぎ」を意味する「アドゥ」がついており、ドラフト指名時点では「アドゥ ブライト 健太」と表記されていた。
実家では日本語と英語が入り交じった会話であるため、両方を聴き取ることができる。しかし、英語を話すことはできない。
高校進学の際に地元から離れた野球の強豪校を選ばず、都立高校に進学した。その理由を「地元と仲間が好きで、足立区から出るという考えにならなかったこと」および「肩を痛めていたこと」とし、「当時は野球をやめることも考えており、特待生の話を断っていた」と明かしている。
ドラフト1巡目指名されたアフリカ系選手としては、2015年のオコエ瑠偉に次ぐ史上2人目となり、セ・リーグでは初。
目標とする選手は塩見泰隆。
2023年12月18日、大学4年から交際していた高校の同級生と同年6月5日に結婚していたことを発表した。

## 詳細情報

### 年度別打撃成績
| 年 度     | 球 団     | 試 合 | 打 席 | 打 数 | 得 点 | 安 打 | 二 塁 打 | 三 塁 打 | 本 塁 打 | 塁 打 | 打 点 | 盗 塁 | 盗 塁 死 | 犠 打 | 犠 飛 | 四 球 | 敬 遠 | 死 球 | 三 振 | 併 殺 打 | 打 率 | 出 塁 率 | 長 打 率 | O P S |
| --------- | --------- | ----- | ----- | ----- | ----- | ----- | -------- | -------- | -------- | ----- | ----- | ----- | -------- | ----- | ----- | ----- | ----- | ----- | ----- | -------- | ----- | -------- | -------- | ----- |
| 2023      | 中日      | 33    | 68    | 58    | 6     | 14    | 0        | 2        | 0        | 18    | 4     | 2     | 0        | 3     | 0     | 6     | 1     | 3     | 20    | 0        | .241  | .323     | .310     | .633  |
| 2024      | 中日      | 35    | 51    | 46    | 3     | 11    | 0        | 0        | 2        | 17    | 3     | 0     | 0        | 0     | 0     | 5     | 0     | 0     | 16    | 0        | .239  | .314     | .370     | .683  |
| 通算：2年 | 通算：2年 | 68    | 119   | 104   | 9     | 25    | 0        | 2        | 2        | 35    | 7     | 2     | 0        | 3     | 0     | 11    | 1     | 3     | 36    | 0        | .240  | .319     | .337     | .656  |

- 2024年度シーズン終了時

### 年度別守備成績
| 年 度 | 球 団 | 外野  | 外野  | 外野  | 外野  | 外野  | 外野     |
| 年 度 | 球 団 | 試 合 | 刺 殺 | 補 殺 | 失 策 | 併 殺 | 守 備 率 |
| ----- | ----- | ----- | ----- | ----- | ----- | ----- | -------- |
| 2023  | 中日  | 14    | 24    | 1     | 0     | 0     | 1.000    |
| 2024  | 中日  | 8     | 7     | 0     | 0     | 0     | 1.000    |
| 通算  | 通算  | 22    | 31    | 1     | 0     | 0     | 1.000    |

- 2024年度シーズン終了時

### 記録
初記録
- 初出場：2023年4月5日、対東京ヤクルトスワローズ2回戦（バンテリンドーム ナゴヤ）、5回裏に柳裕也の代打で出場
- 初打席：同上、5回裏に高橋奎二から空振り三振
- 初安打：2023年4月27日、対広島東洋カープ4回戦（MAZDA Zoom-Zoom スタジアム広島）、8回表に島内颯太郎から左前安打
- 初先発出場：2023年5月30日、対福岡ソフトバンクホークス1回戦（福岡PayPayドーム）、「2番・左翼手」で先発出場
- 初打点：同上、5回表に大関友久から左前適時打
- 初盗塁：2023年6月7日、対埼玉西武ライオンズ2回戦（ベルーナドーム）、9回表に二盗（投手：増田達至、捕手：古賀悠斗）
- 初本塁打：2024年8月24日、対読売ジャイアンツ21回戦（東京ドーム）、7回表に井上温大から左越2ラン

### 背番号
- 42（2022年[13] - ）

### 代表歴
- U-23 NPB選抜 対 大学・社会人選抜：NPB代表